# Respirazione anaerobica
Il termine respirazione anaerobica indica una via del metabolismo energetico in cui una catena di trasporto degli elettroni usa come accettore finale un composto ossidato diverso dalla molecola d'ossigeno (ossigeno molecolare) O2 che è invece alla base della respirazione aerobica o cellulare.
Questo tipo di metabolismo è presente tra i batteri e i funghi come Neurospora crassa, Aspergillus nidulans e Hansenula anomala che sono in grado di attuare una respirazione anaerobica con accettore finale di elettroni lo ione nitrato NO3- (organismi anaerobi). Si conoscono casi di batteri che usano come accettori finali di elettroni nitrati (NO3- derivato dall'acido nitrico), solfati (SO42- derivato dall'acido solforico) o carbonati CO32-.

## Batteri denitrificanti
I batteri denitrificanti utilizzano il nitrato (NO3-) come accettore di elettroni riducendolo ad azoto molecolare (N2). La reazione complessiva può essere riassunta in questo modo:
{\displaystyle {\ce {2NO3- + 10e- + 12H+ -> N2 + 6H2O}}}
Questo metabolismo energetico è stato studiato in organismi anaerobi facoltativi appartenenti ai generi Pseudomonas, Bacillus, Thiobacillus e altri, che utilizzano molecole di nitrato solo quando vivono in carenza di O2.
La denitrificazione è uno stadio del ciclo dell'azoto, che avviene sia nel suolo che nelle acque, ed è un processo importante per l'eliminazione dei nitrati, soprattutto negli ambienti acquatici, dove questi composti possono provocare fenomeni di eutrofizzazione

## Batteri solfato-riduttori
A questo gruppo appartengono microrganismi anaerobi obbligati appartenenti ai generi Sulfobacteria e Clostridium.
In questo caso l'accettore degli elettroni è lo ione solfato (SO4=) che viene ridotto a ione solfuro (S=). La reazione può essere schematizzata così:
{\displaystyle {\ce {SO^{2-}4 + 8e- + 8H+ -> S^2- + 4H2O}}}
La riduzione degli ioni solfato è una tappa del ciclo dello zolfo
Questi (ed altri) batteri sono alla base di una catena trofica presente nelle profondità oceaniche, in prossimità di sorgenti idrotermali associate alle dorsali: i black smoker.

## Batteri metanogeni
L'uso di anidride carbonica (CO2) come accettore di elettroni da parte di microorganismi porta alla produzione di metano (CH4) secondo una reazione (metanogenesi) semplificabile in questo modo:
{\displaystyle {\ce {4H2 + CO2 -> CH4 + 2H2O}}}
Accanto a questa via, però questi organismi presentano la possibilità di produrre metano partendo da composti organici parzialmente ridotti come il carbonio metilico dell'acido acetico. Un'altra via ancora possibile è quella a partire dal Metanolo CH3OH:
{\displaystyle {\ce {4CH3OH -> 3CH4 + CO2 + 2H2}}}
I microorganismi in grado di svolgere questo tipo di metabolismo appartengono ad alcune particolari classi di Archea e in particolare agli Euryarchaeota.
Questi batteri sono coinvolti nella produzione del biogas.